# NGC 4090
NGC 4090是一个位于后发座的螺旋星系，距离地球3.4亿光年，1864年5月2日由海因里希·路易·达雷发现，属于NGC 4065星系群，有一个活动星系核。2018年4月5日，人们在星系内发现Ia超新星SN 2018aqh。